# 4拍4家族
《4拍4家族》（英語：Band Four）為2023年上映的香港電影，由賴恩慈導演及編劇，泰迪羅賓及廖婉虹監製，主演包括謝安琪、泰迪羅賓、Anna hisbbuR、陳諾霆、陳奐仁、蔡紫晴、張進翹、朱栢謙、朱柏熹。

## 劇情
Cat（謝安琪 飾）為樂團Band Four主音，一邊為樂團衝出國際的理想辛苦打拼、一邊照顧愛好打鼓但有學業問題的9歲小童Riley（陳諾霆 飾），卻同時面臨樂團其餘樂手全員退出的難關。
適逢Cat媽病逝，Cat在火葬場重遇離家出走多時、亦曾組樂團的父親King家勁（泰迪羅賓 飾），並帶來同父異母的妹妹、沈默寡言的樂弦（Anna hisbbuR 飾），四人被逼一起居住。
四人家庭存在心結，摩擦不斷，幸而透過音樂慢慢重新建立關係，Band Four得以重組。樂團逐漸重新上軌道之際，Cat的腦退化問題日益惡化，Band Four四人如何迎難而上？

## 演員
| 演員         | 角色              | 背景 |
| ------------ | ----------------- | --- |
| 謝安琪       | 陳樂欣（Cat）     | 35歲，樂隊Band Four女主音，性格獨立堅强，夢想是帶領樂隊踏上國際舞台。十歲經歷父親離家出走，故憤恨父親；自小獨力照顧患有早發性腦退化的母親，亦遺傳了這個病。        |
| 泰迪羅賓     | 陳家勁（King）    | 65歲，Cat的父親，性格懦弱的音樂浪子，廿五年前拋妻棄女亦放棄了吉他，回來想向Cat 作補償。                                                                            |
| 陳諾霆       | 古顯揚（Riley）   | 9歲，Band Four鼓手古子文與結他手徐詩洋之子。因父母在往機場途中遇上車禍死亡，Cat成為了他的監護人。他和Cat的關係介乎母子與師徒，是打鼓神童卻是學校制度下的問題兒童。 |
| Anna hisbbuR | 陳樂弦（Matilda） | 15歲，是Cat同父異母的妹妹，性格外冷內熱，在家裡像旁觀者般存在，慢慢找到在這個家的歸屬感。                                                                          |
| 陳奐仁       | Uncle Anson       | 55歲，King舊Band友，代替King看顧著Cat的成長，Fringe Bar老板，為Cat及其他獨立音樂人提供表演平台，後來因舉家移民而酒吧結業。                                         |
| 蔡紫晴       | Faye              | Cat的摯友，Bass手，知性冷靜，一直陪伴Cat追尋樂隊的音樂夢，後來因懷孕嫁到法國而離隊。                                                                               |
| 張進翹       | Harry             | 26歲電影畢業生，Riley的親生叔叔，視Cat如家組，從美國回港短期探親，後來受Cat及Riley的打動而決定留港。                                                               |
| 朱栢謙       | Dr. Chu           | 50歲，Cat與Cat母親的主診醫生，研究用音樂治療腦退化，一直鼓勵Cat不要放棄音樂。                                                                                      |
| 朱柏熹       | 朱主任            | 25歲，新入職小學老師，Riley班主任，對教育有熱誠卻在制度下難以發揮，真正關心Riley 卻因主任身份而要處分Riley。                                                       |

## 音樂
本片主題曲〈毋忘 If I Don't Remember〉由本片音樂總監戴偉作曲，梁栢堅填詞，謝安琪主唱。歌詞以「記憶」為主題，表達出謝安琪飾演的主角Cat患上早發性腦退化後，終於明白家人和知音人的可貴。電影中Cat跟3位家庭成員各有不同問題，最後4人透過音樂化解心結，並組成新一代Band Four樂隊於香港各地舉行「Remember Tour」，記下這個城市的回憶及與家人一起的時光。〈毋忘 If I Don't Remember〉於2023年10月19日在各大音樂平台上架，電影原聲大碟在2023年11月1日於各大音樂平台上架，實體專輯CD及黑膠唱片則在2024年4月20日出版。

### 電影原聲大碟
| 曲目 | 歌名                                | 作曲             | 作詞         | 編曲             | 主唱 / 演奏      |
| ---- | ----------------------------------- | ---------------- | ------------ | ---------------- | ---------------- |
| 1    | 〈Go On - Opening / Full Band〉     | 戴偉             | /            | 戴偉             | 戴偉             |
| 2    | 〈某段童話 Not A Fairy Tale〉       | Anna hisbbuR     | Anna hisbbuR | Anna hisbbuR     | Anna hisbbuR     |
| 3    | 〈Lost And Found - Cat Solo〉       | 謝安琪           | 鍾說         | 戴偉、顏厲行     | 謝安琪           |
| 4    | 〈Let's Jam〉                       | 陳諾霆、泰迪羅賓 | /            | 陳諾霆、泰迪羅賓 | 陳諾霆、泰迪羅賓 |
| 5    | 〈一個人〉                          | 泰迪羅賓         | 梁栢堅       | 泰迪羅賓         | 泰迪羅賓         |
| 6    | 〈Make Peace〉                      | 戴偉             | /            | 戴偉             | 戴偉             |
| 7    | 〈Teenage Love Game〉               | Anna hisbbuR     | Anna hisbbuR | Anna hisbbuR     | Anna hisbbuR     |
| 8    | 〈I Am A Dreamer - Rondi Solo〉     | 陳諾霆           | /            | 陳諾霆           | 陳諾霆           |
| 9    | 〈Remember〉                        | 戴偉             | /            | 戴偉             | 戴偉             |
| 10   | 〈In Your Life 落、上落、落、上上〉 | 泰迪羅賓         | 袁兩半       | 鄧志和           | 泰迪羅賓         |
| 11   | 〈Lost And Found - Full Band〉      | 謝安琪           | 鍾說         | 戴偉、顏厲行     | 謝安琪           |
| 12   | 〈毋忘 If I Don't Remember〉主題曲  | 戴偉             | 梁栢堅       | 戴偉             | 謝安琪           |
| 13   | 〈Go On〉                           | 戴偉             | 梁栢堅       | 戴偉             | 謝安琪           |
| 14   | 〈Rain Or Shine 相擁的跳〉片尾曲    | 張進翹           | 張進翹       | 張進翹、盧家俊   | 張進翹           |

## 取景地點
藝穗會
戲中Fringe Bar所在地，後來因老闆Anson（陳奐仁 飾）移民而結業。位於中環的藝穗會會址，是香港一級歷史建榮，提供表演及展覽場地，至今已有40年歷史，一直作為獨立音樂人的發展聖地，惟其租約將於2024年4月屆滿，《4拍4家族》中的取景或成最後光影。
界限街106號
戲中Cat（謝安琪 飾）的家正是界限街106號，也是Band Four夾band的地方。界限街106號的天台能觀望火車軌道及遠眺獅子山，樓梯設有懷舊的馬賽克風格扶手。界限街106號現在被圍封，可能面臨清拆，市民不能隨便進入。
聖若瑟書院
戲中Riley（陳諾霆 飾）就讀的小學取景於聖若瑟書院。香港現存首間羅馬天主教男子學校，創校於1875年。建於1920年的校舍北座（高錕教學樓）及西座（科學樓或教堂樓）被列為法定古蹟，而建於1935年的堅尼地道26號建築物則被列為一級歷史建築。
雷生春
戲中Cat（謝安琪 飾）在雷生春前忘記回家的路。雷生春位於荔枝角道及塘尾道交界，是具古典意大利建築特色的唐樓。2012年4月更活化成為非牟利機構經營的中醫診所。2022年5月，香港特區政府正式將建築物列為法定古蹟。

## 奬項
| 年份 | 颁奖典礼             | 奖项             | 入圍者                                        | 结果 |
| ---- | -------------------- | ---------------- | --------------------------------------------- | ---- |
| 2024 | 第42屆香港電影金像獎 | 最佳女主角       | 謝安琪                                        | 提名 |
| 2024 | 第42屆香港電影金像獎 | 最佳新演員       | 陳諾霆                                        | 提名 |
| 2024 | 第42屆香港電影金像獎 | 最佳原創電影音樂 | 泰迪羅賓、戴偉                                | 獲獎 |
| 2024 | 第42屆香港電影金像獎 | 最佳原創電影歌曲 | 《毋忘》 作曲：戴偉 填詞：梁栢堅 主唱：謝安琪 | 提名 |

## 外部連結
- WMOOV電影資料 （页面存档备份，存于）
- 4拍4家族的Facebook專頁
- 互联网电影数据库（IMDb）上《4拍4家族》的资料（英文）